# Однополые браки в Исландии
В Исландии право вступать в брак однополым парам предоставлено с 27 июня 2010 года, после того как соответствующий закон был принят 11 июня 2010 года Альтингом (исландским парламентом). В законодательство страны о браке внесено изменение, согласно которому супругами могут быть не только мужчина и женщина, но и мужчина и мужчина, а также женщина и женщина. Подпись президента Оулавюра Рагнара Гримссона стала не более, чем формальностью. Таким образом, Исландия стала девятой страной в мире, где законодательно уравнены права однополых пар и разнополых, в том числе в области усыновления и воспитания детей.

## История вопроса

### Однополые союзы

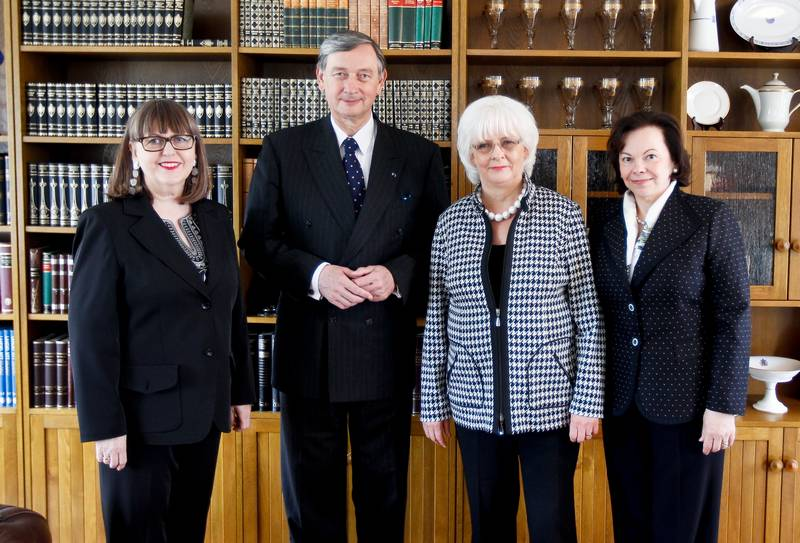
Лидеры двух стран с супругами. Слева направо: Йоунина Леоусдоуттир, Данило Тюрк, Йоуханна Сигюрдардоуттир, Барбара Тюрк.

Право заключать однополые союзы, или регистрируемые партнёрства (исл. Staðfesta samvist), согласно точной формулировке исландского законодательства, было предоставлено начиная с 27 июня 1996 года. Причём партнёрства, доступные лишь однополым парам, по своему значению приравнивались к браку и наделяли лиц, вступающих в союз, теми же правами и обязанностями, что и разнополые пары, заключающие брак, с некоторыми ограничениями в области усыновления. Так, например, среди прочих предоставлялось право усыновлять ребёнка партнёра, кроме случаев, когда ребёнок был усыновлен из-за рубежа. Закон был принят при абсолютном большинстве, кроме единственного члена парламента от консервативной Партии независимости, проголосовавшего против.
2 июня 2006 года Парламент проголосовал за законопроект, предоставивший полный перечень прав однополым парам в области усыновления, воспитания и искусственного оплодотворения. Закон вступил в силу 27 июня 2006 года. Поправка к закону от 27 июня 2008 года позволила церкви Исландии и другим религиозным организациям проводить церемонии благословения однополых союзов.
Среди известных личностей Исландии, заключивших союз, стали бывший уже премьер-министр страны Йоуханна Сигюрдардоуттир и Йоунина Леоусдоуттир (исл. Jónína Leósdóttir)

### Однополые браки
Новое правительство Исландии, избранное в апреле 2009 года, объявило о намерении провести законопроект о легализации однополых браков в ближайшем будущем. 19 мая 2009 года это намерение было вновь подтверждено заявлением правительственной коалиционной платформой, состоящей из Социал-демократического альянса и Левой партией зелёных. Эта инициатива получила поддержку также и оппозиционной Прогрессивной партии.
18 ноября 2009 года министром юстиции и прав человека было сделано заявление, что законопроект находится в стадии разработки, браки будут доступны, как разнополым, так и однополым парам. 23 марта 2010 года законопроект об отмене регистрируемых партнёрств и легализации однополых браков был представлен правительством. 11 июня 2010 года закон был принят парламентом 49 голосами за, без единого голоса против при 7 воздержавшихся от голосования и 7 отсутствовавших. Закон вступил в силу 27 июня 2010 года. Одной из первых однополых пар, воспользовавшихся предоставленным правом стали премьер-министр Исландии Йоуханна Сигюрдардоуттир и её партнёрша, писательницa и журналистка Йоунинa Леоусдоуттир, перерегистрировав свой гражданский союз в полноценный брак. Таким образом, в официальный однополый брак впервые в мировой истории вступила глава правительства.

## Реакция
Гюннар Хельди Кристинссон, политолог из Университета Исландии, заявил в интервью агентству Reuters, что для национальной политики Исландии однополые браки это не проблема, которая вызывает споры, и в стране давно уже узаконены гражданские однополые партнерства.